# Adamovec
Adamovec je vesnice v Chorvatsku v Záhřebské župě, spadající pod opčinu Sesvete.
Adamovec je známý pro svůj aquapark. Procházejí tudy župní silnice Ž1003, Ž1005 a Ž1006. Kromě vlastního Adamovce patří ke katastrálnímu území rovněž osady Antolkovići, Balšići, Barberići, Beštaki, Keleminovići, Srzan, Šoštarići, Vlašići a Zenki.

## Obyvatelstvo
Podle údajů ze sčítání lidu z roku 2001 žilo ve vesnici 984 obyvatel v 261 rodinných domácnostech.
Podle údajů ze sčítání lidu z roku 2011 zde žilo 975 obyvatel.